# Ro60-0213
Ro60-0213（也称为Org 35032）是一种含氮有机化合物，化学式C15H18N2O，由罗氏公司（Roche）开发，用作血清素受体5-HT2C的选择性激动剂。